# Tuga (nautica)

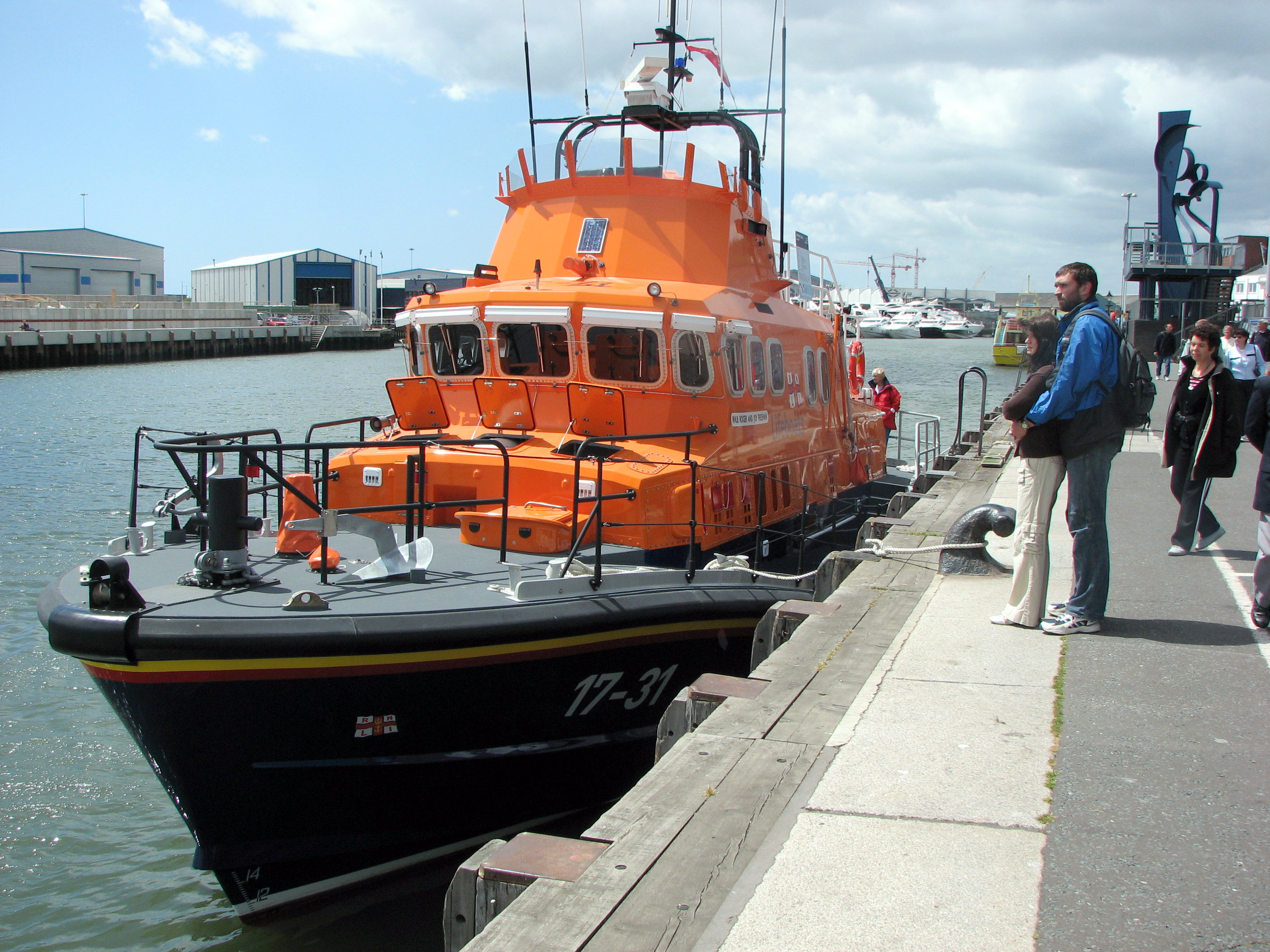
Imbarcazione con tuga/castelletto centrale

La tuga in una imbarcazione è la parte rialzata rispetto al piano di coperta al fine di aumentare l'altezza in cabina; questa sovrastruttura è dotata spesso di oblò.
La tuga è dotata di oblò ed ha (sua caratteristica particolare) il tambuccio che si divide in due parti, una estraibile e l'altra scorrevole (in linea di massima). La tuga resta comunque la parte rialzata dal piano di coperta, ma solo nelle barche a vela. Il termine "tuga" viene impropriamente utilizzato per le barche a motore perché in realtà non esiste un termine specifico per definire la parte rialzata tra il piano di coperta (o anche primo ponte) ed un eventuale secondo ponte o un fly, più comune nelle imbarcazioni da diporto. Nelle imbarcazioni mercantili invece può essere chiamato castelletto.